# (2719) Suzhou
(2719) Suzhou est un astéroïde de la ceinture principale.

## Description
(2719) Suzhou est un astéroïde de la ceinture principale. Il fut découvert le 22 septembre 1965 à Nanking par l'observatoire de la Montagne Pourpre. Il présente une orbite caractérisée par un demi-grand axe de 2,19 UA, une excentricité de 0,12 et une inclinaison de 0,6° par rapport à l'écliptique.

## Compléments